# Marc de Beauveau-Craon
Marc de Beauveau, markiz (potem książę) de Beauveau-Craon (ur. 2 kwietnia 1676 w Nancy, zm. 10 marca 1754 w Haroué) – francuski arystokrata i dyplomata.
Pracował w królewskiej dyplomacji francuskiej. W roku 1741 został francuskim posłem na dworze Elektoratu Bawarii w Monachium. Bawaria była wówczas bliskim sojusznikiem Francji. Przy elektorze Karolu Albercie przebywał inny dyplomata francuski Charles Louis Auguste Fouquet de Belle-Isle. 